# Teiji Takagi
Teiji Takagi (japonès: 高木貞治)  (Kasuga, 21 d'abril de 1875 - Tòquio, 29 de febrer de 1960) va ser un matemàtic japonès.

## Vida i obra
La mare de Takagi estava casada amb un propietari agrícola, però va tornar a casa de la seva família per tenir el seu fill i mai va retornar amb el seu marit. Takagi va ser adoptat pel seu oncle Kansuke Takagi que no podia tenir fills. Takagi, que ja havia despuntat a l'escola primària del seu poble, va entrar a l'escola secundària de Gifu el 1886. El 1891 va passar a l'escola de Kyoto, on va acabar els seus estudis secundaris el 1894 amb notes excel·lents.
El 1894 va ingressar a la universitat Imperial de Tòquio en la que només hi havia dos professors de matemàtiques, formats un a Anglaterra i l'altre a Alemanya i que podrien ser els primers investigadors japonesos en la matemàtica moderna. Takagi es va graduar el 1897 i l'any següent va publicar els seus primers dos llibres elementals: Nova Aritmètica i Nova Àlgebra. Aquest mateix any, 1898, va rebre un nomenament governamental per anar a estudiar a Alemanya durant tres anys. El 1900, després de tres semestres a la universitat de Berlín, va passar a la universitat de Göttingen en la qual fa ser fortament influenciat per David Hilbert, especialitzant-se en l'estudi dels cossos de nombres algebraics. En retornar al Japó va presentar la seva tesi doctoral, demostrant una conjectura de Leopold Kronecker.
El 1904 va ser nomenat professor titular de la universitat de Tòquio en la qual va romandre la resta de la seva carrera acadèmica. Entre les dues guerres mundials va fer tres viatges a Europa, mantenint contactes amb els matemàtics europeus en diferents congressos. El 1936 es va jubilar de la universitat.
Takaji va ser el primer matemàtic japonès en guanyar-se una reputació internacional, a més de ser el fundador de l'escola japonesa de matemàtiques modernes.